# Вест-Кіттаннінг (Пенсільванія)
Вест-Кіттаннінг (англ. West Kittanning) — місто (англ. borough) в США, в окрузі Армстронг штату Пенсільванія. Населення — 1192 особи (2020).

## Географія
Вест-Кіттаннінг розташований за координатами 40°48′46″ пн. ш. 79°31′52″ зх. д. / 40.81278° пн. ш. 79.53111° зх. д. (40.812738, -79.531209).  За даними Бюро перепису населення США в 2010 році місто мало площу 1,11 км², уся площа — суходіл.

## Демографія
Згідно з переписом 2010 року, у селищі мешкало 1175 осіб у 561 домогосподарстві у складі 335 родин. Густота населення становила 1059 осіб/км².  Було 615 помешкань (554/км²).
Расовий склад населення:
| - 99,1 % — білих - 0,3 % — чорних або афроамериканців - 0,3 % — азіатів |

До двох чи більше рас належало 0,3 %. Частка іспаномовних становила 0,3 % від усіх жителів.
За віковим діапазоном населення розподілялося таким чином: 17,6 % — особи молодші 18 років, 59,2 % — особи у віці 18—64 років, 23,2 % — особи у віці 65 років та старші. Медіана віку мешканця становила 47,4 року. На 100 осіб жіночої статі у селищі припадало 85,3 чоловіків;  на 100 жінок у віці від 18 років та старших — 84,4 чоловіків також старших 18 років.
Середній дохід на одне домашнє господарство  становив 55 559 доларів США (медіана — 47 961), а середній дохід на одну сім'ю — 61 350 доларів (медіана — 55 000). Медіана доходів становила 48 500 доларів для чоловіків та 30 400 доларів для жінок. За межею бідності перебувало 5,6 % осіб, у тому числі 6,9 % дітей у віці до 18 років та 4,7 % осіб у віці 65 років та старших.
Цивільне працевлаштоване населення становило 550 осіб. Основні галузі зайнятості: освіта, охорона здоров'я та соціальна допомога — 30,4 %, виробництво — 15,6 %, роздрібна торгівля — 9,3 %, науковці, спеціалісти, менеджери — 7,1 %.